# Helicoidea
Helicoidea Rafinesque, 1815 è una superfamiglia di molluschi gasteropodi polmonati terrestri dell'ordine Stylommatophora.

## Tassonomia
Comprende le seguenti famiglie:
- Camaenidae Pilsbry, 1895
- Canariellidae Schileyko, 1991
- Cepolidae Ihering, 1909
- Elonidae E. Gittenberger, 1977
- Geomitridae C.R. Boettger, 1909
- Helicidae Rafinesque, 1815
- Helicodontidae Kobelt, 1904
- Hygromiidae Tryon, 1866
- Labyrinthidae Borrero, Sei, D.G. Robinson & Rosenberg, 2017
- Pleurodontidae Ihering, 1912
- Polygyridae Pilsbry, 1895
- Sphincterochilidae Zilch, 1960 (1886)
- Thysanophoridae Pilsbry, 1926
- Trichodiscinidae H. Nordsieck, 1987
- Trissexodontidae H. Nordsieck, 1987
- Xanthonychidae Strebel & Pfeffer, 1879